# Marcos GT
Marcos GT — назва, яку використовувала британська фірма Marcos Engineering Ltd для всіх своїх автомобілів до появи Mantis у 1970 році. Найчастіше ця назва використовується для опису дуже низького купе, розробленого братами Деннісом і Пітером Адамсами.
Вперше автомобіль був представлений як Marcos 1800 у 1964 році з дерев’яним шасі та двигуном Volvo P1800. Пізніші моделі мали сталеві шасі та двигуни Ford, хоча були доступні й інші. Більшість цих спортивних автомобілів продавалися в розбірному комплекті.
Автомобіль не виготовляли з 1972 по 1981 рік, після чого відновилося дрібносерійне виробництво комплекту. Початковий GT продовжували будувати до 1989 або 1990 років, будучи розробленим у зміненій формі Mantula. Далі це було розвинуте у більш потужний та агресивний дизайн, кульмінацією якого став 1994 LM600 (який брав участь у 24-годинній гонці Ле-Ман 1995 року).
Як і для більшості продуктів Marcos, серія GT знайшла багато конкурентів. Оригінальний 1800 та інші Marcos 1960-х і 1970-х років все ще беруть участь у історичних гоночних серіях FIA та HSCC (Велика Британія).

## Двигуни
- 1.5 L Ford Kent I4
- 1.6 L Ford Crossflow I4
- 1.65 L Ford Kent I4
- 1.8 L Volvo B18 I4
- 2.0 L Ford Essex V4
- 2.5 L Triumph I6
- 3.0 L Volvo B30 I6
- 3.0 L Ford Essex V6